# Василије Петровић Његош
Василије III Петровић Његош (Његуши, 1709 — Санкт Петербург, 10. март 1766) био је владика и митрополит црногорски (1750—1766). Владао је заједно са стрицем Савом Петровићем од 1750. до 1766. године. Писац је прве домаће историје Црне Горе.

## Биографија
На предлог митрополита Саве, хиротонисан је 1750. године од српског патријарха Атанасија II и од тада је учествовао у вођењу црквених и народних послова. Већ 15. марта 1750. године послао га је патријарх у Русију да скупља милостињу. И раније као архимандрит ишао је у сличну мисију; био је у Аустрији да поврати свете реликвије које је однео тамо српски патријарх Арсеније Чарнојевић. Одржавао је блиске везе са царском Русијом и одиграо значајну улогу у обнови српске државе.
Представници црногорско-османске комисије, у којој су били и владика Василије и требињски капетан Хамза као представник османске власти су 10. јула 1761. утврдили су мир између херцеговачких и црногорских нахија орочен на најмање три године. Договором је била загарантована слобода кретања у оба смјера Црногорцима у нахијама под османском влашћу и султанових поданика у Црној Гори.
Када је руски цар Петар Велики послао генерала Милорадовића у Црну Гору, задарска Архибискупска курија пише Млетачком Сенату, да су Цетињске Владике узурпирале права Династије Црнојевића, проглашавајући се Господарима Црне Горе, па да владика Василије пружа једну руку на Далмацију, а другу на Арбанију, имајући иза леђа Русију.
Умро је 10. марта 1766. године у Петрограду  где је и сахрањен.  Патријарх Василије Јовановић-Бркић је умро 10. фебруара 1772. године, исто у Петрограду и сутрадан је сахрањен у Благовештенској цркви, поред гроба Василија Петровића Његоша.

## Дела
- Кратка историја Црне Горе (Кратка историја о Черној Гори) - Москва 1754.
- Похвала Немањи

Поред наведених познато је да је Василије написао још две кратке црногорске историје које су остале у рукопису. Такође, у историји књижевности је прихваћено мишљење да и његова преписка има извесну литерарну вредност.